# Ar-Ramszi (Gmina)
Ar-Ramszi (arab. الرمشى; fr. Remchi)  – jedna z 53 gmin w prowincji Tilimsan, w Algierii, znajdująca się w północno-zachodniej części prowincji, około 23 km na północ od Tilimsan. W 2008 roku gminę zamieszkiwało 8539 osób. Numer statystyczny gminy w Office National des Statistiques d'Algérie to 1304. Na terenie gminy położone jest miasto Ar-Ramszi. Na południu znajduje się Port lotniczy Tilimsan.